# Guedenna
Guedenna era un ampio territorio agricolo situato nei pressi dell'antica città sacra di Girsu, al confine fra le antiche città stato sumere di Lagash e Umma. Queste si affrontarono in un lungo conflitto, durato più di un secolo, per assicurarsene il possesso. Questo conflitto, per il controllo di terreni fertili, è emblematico della situazione creatasi in Mesopotamia alla fine del periodo protodinastico. La crescita delle antiche città e la nascita di nuove città satelliti aveva ridotto fino a farle scomparire le aree ancora incolte che separavano i regni sumerici. Insieme ad una sempre maggiore richiesta di beni alimentari da parte delle città e ad una diminuzione della resa dei terreni da più tempo sfruttati, ciò scatenò una serie di conflitti di lunga durata, a causa della sostanziale parità militare delle città in conflitto. A complicare e rendere più aspra la contesa contribuirono motivi religiosi: il territorio della Guedenna si estendeva nei pressi della città sacra di Girsu, che sorgeva nel territorio di Lagash ed era sede del tempio del dio Ningirsu, patrono di Lagash. Il territorio della Guedenna venne infatti definito, in varie iscrizioni, "la terra che Ningirsu ama".

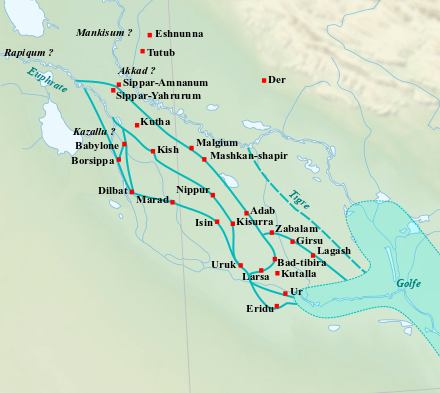
Mappa della bassa Mesopotamia con indicato il terreno della Guedenna, vicino a Girsu

## Conflitto fra Lagash ed Umma
La presenza di attriti fra le due città per il controllo di questo territorio risale a prima del 2510 a.C. Esiste infatti un'iscrizione che ricorda come l'ensi Mesilim di Kish (allora città egemone), chiamato a mediare fra le due città rivali, dopo aver consultato gli dei, stabilì nuovi confini e vi pose una stele a ricordo della volontà divina. Purtroppo di questo conflitto abbiamo solo documenti provenienti dal sito archeologico di Lagash perché il sito di Umma era stato esplorato solo in parte ed è stato poi devastato e saccheggiato sistematicamente dopo la guerra del Golfo del 2003.

### Akurgal e Ush
La prima ripresa documentata del conflitto avvenne durante il regno di Akurgal di Lagash, circa nel 2455 a.C., quando il re di Umma Ush varcò i confini ed abbatté la stele di Mesilim. Ciò che conosciamo di questo conflitto proviene dalle iscrizioni del figlio e successore di Akurgal, Eannatum, che non parlano di vittoria e quindi probabilmente in questa fase Lagash risultò sconfitta, perdendo il controllo di Guedenna.

### Eannatum e Enakalle
Una nuova violazione della pace si ebbe durante il regno di Eannatum di Lagash, circa nel 2435 a.C. Questa fase del conflitto è descritta nella Stele degli avvoltoi e risultò vittoriosa per Lagash, Enakalle di Umma morì ed il suo figlio e successore Enandamu dovette giurare più volte che Umma non avrebbe più violato i confini. Mantenne così la possibilità di coltivare una parte di Guedenna, dietro il pagamento di un tributo. Eannatum restaurò la stele di Mesilim e, per sottolineare ulteriormente il volere divino, ne eresse una propria e dedicò templi ad Enlil ed a Ningirsu.

### En-anna-tum I ed Urlumma
Urlumma di Umma, anch'egli figlio di Enakalle e successore di Enandamu, si rifiutò di continuare a pagare i tributi per l'utilizzo della Guedenna e riaccese il conflitto circa nel 2420 a.C. circa, reclamando anche altri territori e deviando i canali di confine. Anche in questo caso non è chiaro cosa accadde perché gli eventi furono raccontati in un'iscrizione del figlio e successore di En-anna-tum I, Entemena. Probabilmente in un primo tempo Lagash subì una sconfitta di cui Umma non poté approfittare, forse a causa di un conflitto scoppiato nel frattempo con la città di Zabalam. Probabilmente venne imposto un reggente dipendente da Umma, a cui fu affidato un contingente di soli sessanta carri da guerra, per controllare la città.  Questo consentì al principe Entemena di riprendere il comando dell'esercito, guidare un'insurrezione e sconfiggere Urlumma. Le due città uscirono così indebolita dalle battaglie che non fu possibile impedire che il sacerdote-re di Zabalam, Il, usurpasse il trono di Umma, portandola presto a riprendere le ostilità contro Lagash.

### Entemena ed Il
Entemena dunque dovette affrontare Il per ottenere una cessazione delle ostilità, almeno temporanea. Alla fine Il fu sconfitto e la pace ristabilita circa nel 2380 a.C. Il o (Ila) era un sacerdote-re ed il conflitto acquistò anche il significato di lotta fra potere del tempio e del palazzo reale, caratteristico della fine del periodo protodinastico.

### Lugalzagesi
Lugalzagesi re sacerdote di Umma, con l'appoggio delle caste sacerdotali, creò un vero impero, sottomettendo varie città, fra cui Lagash e ripristinando i poteri templari che i re come Urukagina (ultimo ensi di Lagash), avevano tentato di ridurre con una serie di riforme. La Guedenna tornò nelle mani di Umma, nel 2340 a.C. circa, e venne fissato un nuovo confine, benedetto dal dio Shara e non più da Ningirsu. Tale nuovo confine aveva la lunghezza di circa 55 km ed assegnava ad Umma anche altri territori.

### Impero di Akkad
Durante l'impero di Akkad. circa dal 2335 a.C., Umma e Lagash divennero due provincie dell'impero e la Guedenna fu divisa in modo uguale fra di esse.

### Terza dinastia di Ur
Nell'ultimo periodo di indipendenza sumera la Guedenna rimase per due terzi sotto il controllo di Lagash.